# Алкални метал
Групи алкалних метала припадају: литијум (Li), натријум (Na), калијум (K), рубидијум (Rb), цезијум (Cs) и францијум (Fr). Заједничка ознака за електронску конфигурацију ових елемената је nS1. Вредност оксидационог броја у једињењима јонске природе је +1; граде једновалентне безбојне катјоне.
Алкални метали су добили име по имену калијума (арап. al kali - пепео биљака)
У елементарном стању атоми алкалних метала повезани слабом металном везом граде металну кристалну решетку. Због ангажовања само једног електрона веза је слаба, стога имају ниску температуру кључања и малу густину (пливају на води). Мале су тврдоће тако да се могу сећи ножем. Порастом атомског броја у групи расту и јонски радијуси и густина, док температуре топљења и кључања опадају. Сребрнастобеле су боје, добри су проводници топлоте и електрицитета. Први члан групе, литијум, има унеколико другачија својства од остатка групе. Тако је по неким особинама сличнији магнезијуму него натријуму. Веома мале димензије атома литијума и још мање његовог јона узрокују веће јачине металне везе у кристалној решетки у односу на остале алкалне метале. Због тога је литијум знатно тврђи од њих, а има и вишу температуру топљења и кључања. Алкални метали боје пламен карактеристичним бојама. Литијум боји пламен светлоцрвено, натријум жуто, а калијум светлољубичасто.
Према хемијском понашању алкални метали чине групу међусобно најсличнијих елемената у периодном систему елемената. Енергија јонизације опада порастом атомског броја. Вредности за прву јонизациону енергију су веома ниске (ниже од осталих елемената). Алкални метали имају најниже вредности за коефицијенте електронегативности у односу на све елементе у периодном систему. Из тога произилази њихов позитиван оксидациони број без обзира са којим елементом градили једињење. На основу редокс-потенцијала може се закључити да су то најреактивнији метали и најјача редукциона средства.

## Историја
Једињења натријума су позната од давнина; со (натријум хлорид) је била важна роба у људским активностима, о чему сведочи енглеска реч salary, која се односи на salarium, новац који је плаћан римским војницима за куповину соли. Док се калијум користио од античких времена, током већег дела историје није се схватао као фундаментално другачија супстанца од натријумових минералних соли. Георг Ернст Штахл је произвео експерименталне доказе који су га навели да сугерише постојање фундаменталне разлике између натријумових и калијумових соли 1702. године, а Анри-Лој Дјуамел ду Монсо је успео да докаже ову разлику 1736. године. Тачан хемијски састав једињења калијума и натријума, и статус хемијског елемента калијума и натријума тада није био познат, те стога Антоан Лавоазје није укључио ове алкалне елементе у свој списак хемијских елемената 1789. године.
Чисти калијум први пут је изоловао 1807. године у Енглеској Хамфри Дејви, који га је извео из каустичне поташе (KOH, калијум хидроксид) употребом електролизе растопљене соли са новоизумљеним талванским елементом. Претходни покушаји електролизе водене соли били су неуспешни због екстремне реактивности калијума.‍:68 Калијум је био први метал који је изолован електролизом. Касније исте године, Дејви је известио о екстракцији натријума из сличне супстанце каустичне соде (NaOH, лужине) сличном техником, показујући да се елементи, а тиме и соли, разликују.
Петалит открио је 1800. године бразилски хемичар Хосе Бонифацио де Андрада у руднику на острву Уте, Шведска. Међутим, тек 1817. године Јохан Август Арфведсон, који је тада радио у лабораторији хемичара Јенса Јакоба Берцелијуса, открио је присуство новог елемента током анализе руде петалита. Он је приметио да овај нови елемент ствара једињења слична онима од натријума и калијума, мада су његови карбонат и хидроксид мање растворљиви у води и алкалнији од осталих алкалних метала. Берцелијус је непознатом материјалу дао име „lithion/lithina“, од грчке речи λιθoς (преведено као lithos, са значењем „камен“), да би одражавало његово откриће у чврстом минералу, за разлику од калијума, који је откривен у биљном пепелу, и натријума, који је делимично био познат по великој изобилности у животињској крви. Он је метал унутар материјала назвао је „литијум“. Литијум, натријум и калијум били су део открића периодичности, јер су они међу низом тријада елемената из исте групе за које је Јохан Волфганг Деберејнер 1850. године приметио да имају слична својства.
Рубидијум и цезијум су први елементи који су откривени помоћу спектроскопа, који су изумели Роберт Бунзен и Густаф Кирхоф 1859. године. Следеће године, они су открили цезијум у минералној води из Бад Диркхајма у Немачкој. Њихово откриће рубидијума дошло је следеће године у Хајделбергу у Немачкој, проналазећи га у минералу лепидолиту. Имена рубидијума и цезијума потичу од најистакнутијих линија у њиховим емисионим спектрима: јарко црвене линије за рубидијум (од латинске речи , што значи тамноцрвена или јарко црвена), и небеско плаве линије за цезијум (изведене из латинске речи , што значи небеско плаво).
Око 1865. Џон Њулендс је објавио серију радова у којима је набројао елементе по редоследу повећања атомске тежине и сличних физичких и хемијских својстава која су се понављала у интервалима од осам; он је такву периодичност упоредио са музичким октавама, где ноте раздвојене у октави имају сличне музичке функције. Његова верзија је све алкалне метале који су тада били познати (литијум до цезијума), као и бакар, сребро и талијум (који показују +1 оксидационо стање карактеристично за алкалне метале), ставила заједно у групу. Његов табела је имала водоник груписан са халогенима.

## Распрострањеност и налажење у природи
У природи се алкални метали налазе само у виду једињења, најчешће у саставу силиката и алумосиликата. Док су натријумова и калијумова једињења веома распрострањена, једињења осталих алкалних метала се јављају у малим количинама. Натријумова једињења су толико распрострањена да је тешко наћи узорак супстанце без трагова натријума (доказ за то је натријумова жута боја у пламену). Највише натријума има у алумосиликатима, каменој соли, чилској шалитри и криолиту.
Калијума у земљиној кори има мање него натријума. Највише га има у облику силиката из којих га биљке не могу користити иако је веома значајан за њих. Силикати се не могу користити ни као руда за добијање калијума. Литијум се јавља у неким силикатима, и фосфатима, док се рубидијум и цезијум налазе, уз остале алкалне метале, у алумосиликатима и природним лежиштима калијумових једињења.